# Bảo tàng Đấu tranh và Tử đạo "Palace" ở Zakopane
Bảo tàng Đấu tranh và Tử đạo "Palace" ở Zakopane (tiếng Ba Lan: Muzeum Walki i Męczeństwa „Palace” w Zakopanem) là một bảo tàng nằm ở tầng hầm của Khách sạn Palace được xây dựng vào năm 1930, trong nơi trước đây là phòng tra tấn của Gestapo trong Chiến tranh thế giới thứ hai, tọa lạc tại số 7 Phố Chałubińskiego, Zakopane, Ba Lan. Bảo tàng được điều hành bởi Hiệp hội Bảo tàng Đấu tranh và Tử đạo "Palace" - Phòng tra tấn Podhale, có trụ sở tại Zakopane.

## Lược sử hình thành
Bảo tàng Đấu tranh và Tử đạo "Palace" ở Zakopane được thành lập vào năm 1994 theo khởi xướng của Wincentego Galica - một cựu tù nhân của phòng tra tấn. Bảo tàng hoạt động cho đến năm 1999 thì chủ sở hữu mới của tòa nhà chặn lối vào các hầm, đóng cửa triển lãm và bắt đầu xây dựng lại cơ sở. Do sự can thiệp của các cựu tù nhân và chiến dịch truyền thông, chính quyền Zakopane đã ký kết cho mượn miễn phí một phần hầm để phục vụ làm trụ sở của Bảo tàng. Bảo tàng mở cửa đón công chúng trở lại vào năm 2001.

## Giờ mở cửa
Bảo tàng Đấu tranh và Tử đạo "Palace" ở Zakopane hoạt động quanh năm, mở cửa vào thứ Ba và thứ Năm. Phí vào cửa khách tham quan đóng góp tùy tâm.